# Alano di Lilla
Alano di Lilla, in francese indicato come Alain de Lille o Alain de l'Isle e in latino Alanus ab Insulis (Lilla, 1125 circa – Cîteaux, 1202 circa), è stato un teologo, filosofo e letterato francese.
È tradizionalmente considerato un beato della Chiesa cattolica. Fu autore di diverse opere didascaliche di stampo platonico, di carattere dottrinale e letterario, tra cui l'Anticlaudianus e il De planctu naturae.

## Biografia
Nonostante sia ricordato tra i più grandi teologi del secolo XII, della sua vita si sa poco. Chiamato anche Alan de l'Isle, è spesso definito Doctor universalis per la vastità delle sue conoscenze. Si formò alla scuola di Chartres, dove forse entrò dopo una prima formazione nelle scholae dictaminis delle rive della Loira. È considerato uno dei più importanti pensatori, insieme a Guglielmo di Conches, Bernardo di Chartres, Teodorico di Chartres e Gilberto Porretano. Scritti di Giovanni di Salisbury, che fu forse suo compagno di studi a Chartres, lo indicano come allievo di Teodorico e Gilberto, oltre che di Pietro Abelardo. Insegnò a Parigi almeno fino al 1165 dove, secondo la testimonianza di Enrico di Gand, fu Rettore dell’Università di Parigi e dove probabilmente avviò la stesura dei primi libri, e a Montpellier, fatto per cui viene talvolta chiamato Alano di Montepessulano. Qui, partecipò alle missioni contro Valdesi e Catari. Partecipò inoltre al Concilio Lateranense del 1179, dove, secondo una leggenda, intervenne alla propaganda dell’Ordine contro gli eretici. In vecchiaia entrò nell’Ordine cistercense e si ritirò nell'abbazia di Cîteaux.

## Dottrina
Come teologo, Alano fu tra gli oppositori della scolastica della seconda metà del XII secolo, con una filosofia caratterizzata da razionalismo e misticismo, rivolti rispettivamente al mondo terreno e ultraterreno, come esemplificato dall’opera cosmologica De planctu naturae.
Per Alano l’immaginazione non può avere alcun ruolo nella costruzione della conoscenza (e dunque verso Dio). Si tratta di una posizione agli antipodi della maggior parte dei suoi contemporanei (tra cui il maestro Teodorico di Chartres) e che Alano condivide con un altro maestro, Gilberto Porretano.
Alano esprime dunque quello che si può chiamare “naturalismo cristiano” del secolo XII che lo accomuna a Bernardo Silvestre e alla tradizione della scuola di Chartres. Inoltre, Alano è molto aperto alle suggestioni dei testi ermetici e pseudoermetici, alle nuove conoscenze scientifiche divulgate dalle prime traduzioni dei testi arabi e della teologia greco-bizantina affidata alla fortuna dei luminari di Cappadocia.

### Fede e ragione
Sebbene Alano separi ontologicamente fede e ragione, la teologia è da lui organizzata secondo il modello della scienza matematica (Regulae de sacra theologia).
Il mondo di Alano è un mondo razionalmente organizzato anche secondo i modelli della filosofia. Nella Hierarchia, opera in cui si descrive la gerarchia universale, si distinguono tre dimensioni (considerando che i rapporti da superiore a inferiore nell’ordine dell’essere si traducono per Alano in termini di rapporti da uno a molteplice, da “medesimo” ad “altro”):
- Sovraceleste (Dio), l’unità suprema;
- Celeste (angeli), nel quale si incontra la prima alterità, perché l’angelo è il primo creato da Dio ed il primo ad essere fatto mutevole. Questa alterità è la prima pluralità;
- Subceleste (gerarchie ecclesiastiche), che è il mondo dei corpi in cui siamo e il regno della pluralità propriamente detta.

Ecco che la scienza della natura è in Alano una serie di rapporti e rispondenze fra le cose, derivanti dalla filosofia neoplatonica, dalla tradizione ermetica e dall'alchimia; l'uomo, microcosmo naturale, ha in sé varie parti che corrispondono a tutte le parti del mondo: è composto di quattro umori, aria, acqua, fuoco e terra, come gli elementi naturali; il movimento della sua ragione, analogamente a quanto sostiene Platone nel Timeo, corrisponde al movimento del cielo delle stesse fisse e il movimento della sua sensibilità al moto planetario. Come in Platone, Alano individua tre facoltà: la prudenza, posta nella testa, corrisponde a Dio, il coraggio, nel cuore, corrisponde agli angeli e la sensualità, nelle reni, all'uomo stesso.
Anticipando una posizione moderna, Alano sostiene che la ragione, guidata dalla prudenza, possa scoprire la maggior parte delle verità sull'ordine fisico senza aiuto; ma per comprendere la verità religiosa e conoscere Dio, i saggi devono credere nella fede.
Quanto all'universo, Alano sostiene, secondo una teoria condivisa da altri neoplatonici, che esso sia infinito e che non abbia pertanto nessun centro determinato: in un certo senso, il centro sarebbe dovunque, in base all'osservatore. Si notano le somiglianze con le dottrine di Nicola da Cusa e perfino di Albert Einstein.

### Confutazione delle eresie e delle altre religioni
Alano è inoltre autore di numerose opere per la predicazione (tra cui la fortunata Ars Predicandi), ed è impegnato nella lotta contro le eresie e le altre religioni monoteiste. La sua principale opera in tal senso, il De fide catholica contra haereticos, testimonia il momento in cui, dopo secoli di ininterrotte conquiste, il cristianesimo sta per trovarsi di nuovo sulla difensiva e deve perciò assicurarsi della solidità delle proprie posizioni. Dall’urgenza di affrontare il nemico con maggior possibilità di successo, in questa e altre opere Alano si spinge fino ad intraprendere una revisione degli stessi metodi teologici.

## Opere
Alano fu autore di diverse opere didascaliche in versi, o in prosa intercalata a versi, improntate a posizioni filosofiche di ascendenza platonica. Si distinguono, tradizionalmente, le opere di carattere teologico e le opere di carattere letterario.
La loro importanza sta anche nel fatto che Alano praticò un nuovo genere di allegorismo che ebbe notevole influenza sugli scrittori successivi, primo fra tutti Dante Alighieri.

### Opere di attribuzione certa
- Anticlaudianus (1183-1184), poema in versi in cui si descrive il viaggio dell’uomo verso Dio. È l’opera più importante di Alano;
- Ars Predicandi (o Summa de arte praedicatoria), raccolta di 48 sermoni su vari temi. Sorta di manuale sulla predicazione, mostra come Alano considerasse l'educazione teologica come propedeutica ad essa, impegnandosi nel fornire ai sacerdoti gli strumenti necessari allo svolgimento della professione. Si tratta dell’opera più diffusa di Alano[16];
  - De arte praedicatoria, in Patrologia Latina 210, pp. 111–113.
  - Théologie et pastorale de la pénitence chez Alain de Lille, ed. a cura di J. Longère, in “Citeaux” 30, 1979, pp. 177–188.
  - Alain of Lille. The art of preaching, trad. e comm. a cura di G.R. Evans, in "Monastic Studies", 1981.
  - Alain de Lille. Textes inédits avec une introduction sur sa vie et ses oeuvres, M. D’Alverny, J. Vrin, Parigi 1965, pp. 109–119.
  - Oeuvres oratoires des maitres parisiens ou XII siècle vol. 2, J. Longère, Parigi 1975, pp. 141–151.
  - La tecnica della predicazione in due sermoni di Alano di Lilla, A. Bartola, in "Studi Medievali" 27, 1986, pp. 609–623.
- Cantica canticorum (o In cantica canticorum ad laudem deiparae virginis mariae elucidatio), interpretazione del Cantico dei cantici in cui Alano vede nella donna la figura di Maria, scritta su richiesta del Priore di Cluny[17];
  - F. Stegmüller, Repertorium biblicum medii aevi, Madrid 1940-1980, nº 948.
  - In cantica canticorum, in Patrologia Latina 210, pp. 51–110.
  - Alain de Lille. Textes inédits avec une introduction sur sa vie et ses oeuvres, M. D’Alverny, J. Vrin, Parigi 1965, pp. 73–75.
  - The “Song of songs” in the Middle Ages, A.W. Astell, New York-Londra, 1995, pp. 61–71.
  - La verginità di Maria SS. nella Mariologia di Alano di Lilla, Garzia A., Nardò 1954.
- Cantica Canticorum (o Glosatura super Cantica)
  - Alain de Lille. Textes inédits avec une introduction sur sa vie et ses oeuvres, ed. a cura di M. D’Alverny, J. Vrin, Parigi 1965, pp. 77–78.
- Carmen de amore Veneris (o Carmen probans virgines o Vix nodosum)
  - The Poem ‘Vix Nodosum’ by Alan of Lille, ed. a cura di N.M. Haring, in “Medioevo” 3, 1977, pp. 165–185.
  - Alain de Lille. Textes inédits avec une introduction sur sa vie et ses oeuvres, M. D’Alverny, J. Vrin, Parigi 1965, pp. 42–44.
- Carmen de miseria mundi (o De natura hominis fluxa o Omnis mundi creatura)
  - Carmen de miseria mundi, in Patrologia Latina 210, pp. 579–580.
  - Ein Jahrtausend Lateinischen Hymnendichtung vol.2, ed. a cura di G.M. Dreves, C. Blume, Leipzig 1909, I.288.
  - Alain de Lille. Textes inédits avec une introduction sur sa vie et ses oeuvres, M. D’Alverny, J. Vrin, Parigi 1965, pp. 39–41.
- De fide catholica contra haereticos (1186-1188), trattato apologetico in quattro libri (da non confondere con De Arte seu articulis catholicae fidei di Nicola d’Amiens[18]);
- De planctu naturae (1160-70), prosimetro sul modello del De consolatione philosophiae in cui, come nell'Anticlaudianus, spicca la figura di Natura;
- De sex alis cherubim, in cui Alano spiega l’episodio della visione contenuto in Isaia 6:1-10, nel quale Isaia ha una visione di Dio in trono circondato dai Serafini (plurale di Serafino), ognuno dei quali con sei ali;
  - De sex alis cherubim, in Patrologia Latina 210, pp. 265–280.
- Epistola magistri Alani quod non est celebrandum bis in die.
  - Alain de Lille. Textes inédits, ed. a cura di M. D’Alverny, p. 290.
- Expositio Prosae de angelis, in cui le gerarchie angeliche sono spunto per la riflessione sulle gerarchie e sulla conoscenza di Dio, argomenti favoriti da Alano[19];
  - Alain de Lille. Textes inédits, ed. a cura di M. D’Alverny, pp. 185–217.
  - ‘Ordo angelicus’ e ‘theophania’ in Alano di Lilla, A. Bartola, in “Studi Medievali” 30, 1989, pp. 209–270.
  - Supera Agalmata. Angels and the Celestial Hierarchy in Sequences and Tropes, G. Iversen, in Liturgy and the Arts in the Middle Ages, E.L. Lillie, N.H. Petersen, Kobenhavn, 1996, pp. 95–133.
- Expositio super Symbolum apostolorum
  - A Commentary on the Apostles’ Creed, ed. a cura di N.M. Haring, in “Analecta Cistercensia” 30, 1974, pp. 7–45.
- Expositio super Symbolum Nicenum (Credo in unum Deum).
  - Alain de Lille. Textes inédits, ed. a cura di M. d’Alverny, pp. 83–85.
  - A Commentary on the Creed of the Mass by Alan of Lille, N.M. Haring, in “Analecta Cistercensia” 30, 1974, pp. 281–303.
- Hierarchia, in cui Alano descrive la gerarchia universale;
  - Alain de Lille. Textes inédits, ed. a cura di M. D’Alverny, pp. 223.-235.
  - Les proverbez d'Alain, trad. a cura di Thomas Maillet, Honoré Champion, Parigi 2007.
- ·Liber distinctionum (o Distinctiones dictionum theologicarum o Summa quot modis seu distinctiones) (1197), lessico di espressioni bibliche, dedicato a Ermengardo abate di Saint-Gilles (Gard)[20].
  - Liber in distinctionibus dictionum theologicalium, in Patrologia Latina 210, pp. 686–1012.
  - Dio, uomo, natura in un dizionario teologico del XII secolo, C. Vasoli, in “Rivista di Storia della Filosofia” 2, 1968, pp. 371–390.
  - Alan of Lille’s ‘Distinctiones’ and the Problem of Theological Language, G.R. Evans, in “Sacris Erudiri” 24, 1980, pp. 67–86.
- Liber parabolarum (o Doctrinale minus), raccolta di massime per tema con interpretazioni scritturali e dal mondo classico. È stata a lungo l’opera più conosciuta di Alano[21];
  - Liber parabolarum, in Patrologia Latina 210, pp. 580–594.
  - Liber parabolarum, trad. a cura di Oronzo Limone, Galatina 1998.
  - Alain de Lille. Textes inédits avec une introduction sur sa vie et ses oeuvres, M. D’Alverny, J. Vrin, Parigi 1965, pp. 51–52.
- ·Liber poenitentialis (1199-1202), manuale per confessori e al tempo stesso principale opera di Alano sulla penitenza, dedicato a Enrico di Sully, arcivescovo di Bourges. Nel volume confessore e peccatore sono presentati come un medico con il suo paziente: vengono descritte la raccolta dei dati da parte del medico, la sua diagnosi e i rimedi, che consistono nella prescrizione di una dieta. L’importanza dell’opera è legata anche alla notevole influenza che esercitò sui manuali di penitenza prodotti in seguito al Concilio Lateranense IV. L’opera è tramandata da 36 manoscritti.
  - Liber poenitentialis, ed. a cura di J. Longere, Louvain-Lille 1965.
  - Liber poenitentialis, in Patrologia Latina 210, pp. 279–304.
  - Libro penitencial o método para administrar y recibir dignamente el Sacramento de la Penitencia, trad. a cura di C. Raña Dafonte, in “Revista Española de Filosofía Medieval” 13, 2006, pp. 193–210 consultabile online.
- ·Liber sententiarum (o Liber sermonum o Dictorum memorabilium).
  - Liber sententiarum, in Patrologia Latina 210, pp. 226–228 e 229-252.
- ·Pater noster
  - A Commentary on the Our Father by Alan of Lille, ed a cura di M. Haring, in “Analecta Cistercensia” 31, 1975, pp. 77–149 (studio relativo a pp. 149–157).
- ·Quaestio de anima.
  - I ‘De anima’ del vat. lat. 175, ed. a cura di E. Bertola, in “Rivista di Filosofia Neo-Scolastica” 45, 1953, pp. 253–261.
  - Alano di Lilla, Filippo il Cancelliere ed una inedita quaestio sull’immortalità dell’anima, ed. a cura di E. Bertola, in “Rivista di Filosofia Neo-Scolastica” 62, 1970, pp. 245–271.
- ·Quaestiones magistri Alani de fide
  - Deux questions sur la foi inspirées d’Alain de Lille, ed. a cura di R. de Lage, in “Archives d'histoire doctrinale et littéraire du Moyen Age” 18, 1943, pp. 323–336.
- · Regulae de sacra theologia (chiamato anche Regulae caelestis iuris o Maximae theologiae) (1192-94), il testimone più importante della presenza della dialettica e della mitologia neoplatonica nella teologia del XII secolo.
- · Rhythmus de Incarnatione et de Septem Artibus (o De incarnatione Christi Rhytmus perelegans), in cui l’Incarnazione di Cristo è vista dal punto di vista delle sette arti liberali e si mostra che sfida tutte le leggi della natura.
  - De incarnatione Christi Rhytmus perelegans, in Patrologia Latina 210, pp. 577–580.
  - Alain de Lille et la ‘Theologia’, ed. a cura di M. d’Alverny, in L’homme devant Dieu vol. 3, Parigi 1964, II.111-128.
- Sermo de sphaera intelligibili, sermone che prende le mosse dalla massima menzionata come Regola 7 nelle Regulae, che recita “Deus est sphaera intelligibilis, cuius centrum ubique, circunferentia nusquam” (“Dio è un cerchio il cui centro è ovunque e la cui circonferenza è da nessuna parte”)[22];
  - Régles de théologique, suivi de Sermon sur la sphére intellegible, trad. a cura di F. Hudry, Parigi, Cerf, 1995.
  - Sulle tracce di Dio, trad. a cura di M. Rossini, Morcelliana, Brescia 2001.
- Sermones (o Liber sermonum), in due gruppi, uno di 27 sermoni, l’altro di 17. Ognuno di essi si conclude con un’esortazione e applicazione pratica; 
  - Ed. dalla Patrologia Latina: 195-8 (in dominica prima ante adventum Domini), 226-8 (de S. Nicolao), 229-52 (fragmenta et excerpta).
  - Alain de Lille docteur de l’Assumption, ed. a cura di P.Glorieux, "Mélanges de science religieuse" 8, pp. 515–18.
  - Alain de Lille. Textes inédits, ed. a cura di M. D’Alverny, pp. 241–245.
  - La tecnica della predicazione, ed. a cura di A. Bartola, pp. 624–626 e pp. 629–631.
  - Notices et extraits de quelques manuscripts, B. Haureau, Parigi 1893, pp. 194–196.
- Summa "quoniam homines" (1191), lavoro incompleto e poveramente organizzato su Dio, la Trinità, gli angeli, che si propone di fornire una base più rigida alla teologia;
  - Summa quoniam homines, ed. a cura di P. Glorieux, in "Archives d'histoire doctrinale et littéraire du Moyen Age" 20, 1954, pp. 113–364.
  - Temi e motivi della riflessione morale di Alano di Lilla nella ‘Summa quoniam homines’ e nel ‘Tractatus de Virtutibus’, in “Bollettino dell’Istituto Storico italiano per il Medioevo” 73, 1961, pp. 219–277.
- Tractatus de virtutibus et vitiis (o De Virtutibus et vitiis et de donis Spiritus sancti), in nove libri, in cui si ritrovano dottrine morali in linea con quelle di Pietro Abelardo. Sono state trovate due versioni, di cui una più estesa, che secondo James J. Sheridan contiene delle aggiunte che non sarebbero di mano di Alano;
  - De Virtutibus et vitiis et de donis Spiritus sancti, ed. a cura di O. Lottin, in "Mediaeval Studies" 12, 1950, pp. 20–56 (versio longior).
  - Psychologie et morale aux XIIe et XIIIe siècles, ed. a cura di O. Lottin, in Problémes d’histoire littéraire de 1160 à 1300, vol.6, Louvain-Gembloux, 1942-1960, VI.28-36 (versio brevior).
  - Temi e motivi della riflessione morale di Alano di Lilla nella ‘Summa quoniam homines’  e nel ‘Tractatus de Virtutibus’, in “Bollettino dell’Istituto Storico italiano per il Medioevo” 73, 1961, pp. 219–277.
  - La vertu et les vertus dans les oeuvres d’Alain de Lille, P. Delhaye, in “Cahiers de Civilisation Médiévale” 6, 1963, pp. 13–25.

### Opere di dubbia attribuzione
- Commentarium in Ovidium
  - Archani caelestis non ignorans. Ein unbekannter Ovid-Kommentar, ed. a cura di P.F. Ganz, in Verbum et signum, H. Fromm, W. Harms, U. Ruberg, vol.2, Munster 1975, I. 198-208
- De ratione metrorum et syllabarum
  - P. Glorieux, La faculté des artes et ses maîtres au XIIIe siècle,12 (ab), Paris 1971
- Epistolae
  - Les lettres familiéres d’un moine du Bec, ed. a cura di J. Leclercq, in “Analecta Monastica. Deuxiéme série”, Roma 1953, pp. 141–173
  - Alain de Lille, le moine et l’abbaye du Bec, P. Glorieux, in “Recherches de Théologie Ancienne et Médiévale” 39, 1972, pp. 51–62
  - Alain de Lille. Problémes d’attribution in Alain de Lille, M. d’Alverny, in Alain de Lille, Gautier de Chatillon, Jakemart Giélée, pp. 28–29
- Explanatio in prophetiam Merlini
  - Alain de Lille. Problémes d’attribution in Alain de Lille, M. d’Alverny, in Alain de Lille, Gautier de Chatillon, Jakemart Giélée, pp. 29–36
  - Another Manuscript of the Commentary on ‘Prophetia Merlini’ Attributed to Alain de Lille, C.D. Eckhardt, in “Manuscripta” 29, 1985, pp. 143–147
- Explanatio Prosae de angelis
- Mundus deciduus
  - 'Mundus Deciduus’, Possibly by Alan of Lille, ed. a cura di J.F. Benton, in “Archives d'histoire doctrinale et littéraire du Moyen Age” 49, 1982, pp. 292–295
- Poema de Credo Pseudo-Athanasiano
  - A Poem by Alan of Lille on the Pseudo-Athanasian Creed, ed. a cura di N.M. Haring, in “Revue d'Histoire des Textes” 4, 1974, pp. 225–238
- Poemata theologica
  - Two Theological Poems Probably Composed by Alan of Lille”, N. M. Haring, in “Analecta Cistercensia” 32, 1976, pp. 238–250
- Prosae de Maria Magdalena
  - P. Glorieux, La faculté des artes et ses maîtres au XIIIe siècle, 12 (j), Paris 1971
- Psalmi [dal mss. della Staatlichte Bibliothek di Ansbach, 1r-13v (psalmi 1-19) 15r-136r (psalmi 18-150)]
  - K.H. Keller, Katalog der lateinischen Handschriften der Staatlichen Bibliothek Ansabach, Wiesbaden, 1994, pp. 8–9.
- Quaestiones Alani
  - The Prose Salernitan Questions. An Anonymous collection dealing with science and medicine written by an Englishman c. 1200, ed. a cura di B. Lawn, Oxford 1979, pp. 275–324
- Tractatus de quinque potentiis animae
  - Alain de Lille. Textes inédits avec une introduction sur sa vie et ses oeuvres, ed. a cura di M. D’Alverny, pp. 313–317

## Citazioni
Molto nota una citazione fatta da Umberto Eco ne Il nome della rosa:

## Culto
Non si hanno tracce d'una venerazione del suo sepolcro né d'altre manifestazioni di culto, ma egli è compreso nei martirologi cistercensi e benedettini al 30 gennaio e poi al 16 luglio.